# Brandweer Zone Rand
Brandweer Zone Rand (hulpverleningszone Antwerpen 3) is een van de 35 Belgische en een van de vijf Antwerpse hulpverleningszones. De zone ging officieel van start op 1 januari 2015 en verzorgt sinds 2025 vanuit 19 brandweerposten de brandweerzorg en medische hulpverlening (ambulance) in het noordwesten van de provincie Antwerpen in het gebied rond de stad Antwerpen.

## Historiek
Naar aanleiding van de gasexplosie te Gellingen op 30 juli 2004 werd door de Belgische overheid gestart met het hervormen van de brandweer. Bij deze hervorming gingen de gemeentelijke brandweerkorpsen op in nieuwe structuren: de hulpverleningszones. Op 1 januari 2015 ontstonden de meeste nieuwe hulpverleningszones. Brandweer Zone Rand is een van deze hulpverleningszones en bestaat uit de voormalige korpsen van de gemeenten Brasschaat, Brecht, Edegem, Essen, Kalmthout, Kapellen, Kontich, Lint, Oostmalle, Ranst, Schilde, Schoten, Sint-Antonius Zoersel, Sint-Job, Westmalle, Wommelgem, Wuustwezel, Zandhoven en Zoersel.

## Beschermingsgebied
Het beschermingsgebied van Brandweer Zone Rand beslaat ongeveer 710 km² en omvat 20 gemeenten gelegen rond de stad Antwerpen die gezamenlijk een bevolking van meer dan 400.000 inwoners vertegenwoordigen. Brandweer Zone Rand grenst tevens aan de hulpverleningszones Brandweer Zone Antwerpen, Hulpverleningszone Rivierenland, Brandweer Zone Kempen en Hulpverleningszone Taxandria. Sinds 1 januari 2025 hecht Borsbeek zich aan bij Antwerpen en maakt het op die manier deel uit van Brandweer Zone Antwerpen. Zone rand telt sindsdien nog 20 gemeenten.
De onderstaande lijst geeft een overzicht van de 20 gemeenten en hun kenmerken: 
| Gemeente   | Bevolkingsaantal (01/01/2024) | Oppervlakte (in km²) |
| ---------- | ----------------------------- | -------------------- |
| Boechout   | 13.831                        | 20,66                |
| Brasschaat | 38.470                        | 38,49                |
| Brecht     | 30.610                        | 90,84                |
| Edegem     | 23.009                        | 8,65                 |
| Essen      | 19.630                        | 47,48                |
| Hove       | 8.406                         | 5,99                 |
| Kalmthout  | 19.672                        | 59,45                |
| Kapellen   | 27.782                        | 37,11                |
| Kontich    | 21.693                        | 23,67                |
| Lint       | 8.505                         | 5,57                 |
| Malle      | 16.194                        | 51,99                |
| Mortsel    | 26.588                        | 7,78                 |
| Ranst      | 19.776                        | 43,58                |
| Schilde    | 20.319                        | 35,99                |
| Schoten    | 34.641                        | 29,55                |
| Stabroek   | 18.826                        | 21,51                |
| Wommelgem  | 13.370                        | 13,01                |
| Wuustwezel | 21.794                        | 89,43                |
| Zandhoven  | 13.445                        | 40,10                |
| Zoersel    | 22.557                        | 38,65                |
| TOTAAL     | 419.118                       | 709,50               |

## Organisatie
De hulpverleningszone wordt bestuurd door het zonecollege dat is samengesteld uit zes burgemeesters en de zonecommandant. De zes burgemeesters die zetelen in het zonecollege zijn anno 2025 Rudy Verhoeven (Lint), Koen Metsu (Edegem), Dirk Bauwens (Schilde), An Stokmans (Kapellen), Dieter Wouters (Wuustwezel). Het zonecollege wordt gecontroleerd door de zoneraad die is samengesteld uit de burgemeesters van alle 20 gemeenten en de zonecommandant. Rudy Verhoeven zit het zonecollege en de zoneraad voor.
De zonecommandant staat in voor de operationele leiding over de hulpverleningszone. Sinds 1 april 2025 is dat Jan Van Roey.
Alle posten zijn vrijwilligersposten, de 68 beroeps brandweerlieden zijn verdeeld over de zone en staan in voor het noodzakelijke onderhoud van de posten, voertuigen en materiaal. Tevens ondersteunen zij ook de administratie en verzorgen de logistieke diensten. Bij interventies krijgen zij versterking van de opgeroepen vrijwilligers. 
De zone verzorgt vanuit 2 posten (Wuustwezel/Malle) ook de ambulance dienst. Hiervoor zijn 101 mensen paraat (waarvan 20 ambulanciers en 81 brandweer/ambulancier)     
Aan elke post kan een specialisatie worden toegekend op basis van zijn locatie en historische ervaring en kennis. Zo bevinden de duikposten zich in Brecht,Schoten en Zandhoven en zijn de posten rond natuurgebieden gespecialiseerd in het bestrijden van natuur en heide branden zoals op het Groot Schietveld in Brecht of de Kalmthoutse heide. 
De zone heeft een samenwerkingsafspraak met brandweer zone Antwerpen, bij een groot incident met gevaarlijke stoffen levert de zone meetploegen (Sint-job, Sint-Antonius, Essen en Lint) en kan Antwerpen andersom de gaspakteams leveren.
De hulpverleningszone beschikt over een zonaal retributiereglement, waarin is vastgelegd welke interventies betalend en welke gratis zijn. De wet- en regelgeving bepaalt dat de hulpverleningszone een aantal interventies (zoals brandbestrijding) gratis moet uitvoeren. De hoofdzetel van de hulpverleningszone bevindt zich in de Ruiterijschool 1, Brasschaat.
In het budget van de zone voor 2017 wordt 620.000 euro geïnvesteerd in de aankoop van persoonlijke beschermingsmiddelen, 385.000 euro in de vernieuwing van zend- en oproepapparatuur, 2,5 miljoen euro in nieuw materieel en wagens 440.000 euro in opleidingen.
| Periode                | Zonecommandant                |
| ---------------------- | ----------------------------- |
| 2015                   | Ivo Van Assche (waarnemend)   |
| 2015 - 2018            | Erik Janssen                  |
| 2019 - sept 2024       | Katrien De Maeyer             |
| sept 2024 - maart 2025 | Koen Vanderzwalm (waarnemend) |
| april 2025 -           | Jan Van Roey                  |